# Gay Academic Union
A Gay Academic Union (GAU) era um grupo de acadêmicos LGBT que visava tornar a academia mais receptiva à comunidade LGBT nos Estados Unidos. Foi formada em abril de 1973, apenas quatro anos após os distúrbios de Stonewall, realizou 4 conferências anuais (a última em novembro de 1976) e conduziu outras atividades acadêmicas. Ele se desfez algum tempo depois disso.

## História
Os membros incluíam Martin Duberman, Bertha Harris, Karla Jay, Jonathan Dunn-Rankin, John D'Emilio, Joan Nestle, Jonathan Ned Katz, Barbara Gittings, George Whitmore, Andrea Dworkin, Dawn M. Atkins e Michael Lynch. Eles realizaram sua primeira conferência em 23 e 24 de novembro de 1973, no John Jay College of Criminal Justice - Universidade da Cidade de Nova Iorque em Nova Iorque.
Martin Duberman lembra que as lésbicas eram frequentemente discriminadas por outros homossexuais brancos do sexo masculino. Ele se lembra de uma discussão com George Whitmore. O Lesbian Herstory Archives foram fundados em 1974 por lésbicas membros da União Acadêmica Gay que organizaram um grupo para discutir o sexismo dentro dessa organização. As cofundadoras Joan Nestle, Deborah Edel, Sahli Cavallo, Pamela Oline e Julia Stanley queriam garantir que as histórias da comunidade lésbica fossem protegidas para as gerações futuras.
Em 1975, muitos radicais deixaram o grupo e as conferências foram transferidas para Los Angeles, embora Wayne R. Dynes e outros tenham permanecido em Nova Iorque. A conferência de 1976, entretanto, foi realizada na Universidade de Columbia, na cidade de Nova York.
Jonathan Dunn-Rankin foi Presidente Nacional de 1981-1987 e viajou de cidade em cidade tentando organizar todos os capítulos juntos.